# Lista de senhores da Torre de Alcoforado
Este anexo é composto por uma lista de Senhores da domus fortis Torre de Alcoforado.
- Afonso Pires Alcoforado
- Pedro Martins Alcoforado * c. 1195[2]
- Martim Afonso Alcoforado * c. 1250
- Pedro Martins Alcoforado * c. 1290
- Gonçalo Pires Alcoforado * c. 1320
- Martim Gonçalves Alcoforado * c. 1370
- Gonçalo Vaz Alcoforado * c. 1440
- Fernão Martins Alcoforado * c. 1410
- António de Sousa Alcoforado * c. 1530
- Antónia de Sousa Alcoforado * c. 1580
- Pedro Vaz Cyrne de Sousa * c. 1600
- António de Sousa Cyrne Soares * c. 1620
- Francisco de Sousa Cyrne Soares de Madureira e Azevedo * c. 1655
- Pedro Vaz Cyrne de Sousa * c. 1660
- Francisco Diogo de Sousa Cyrne Soares de Madureira * 1707
- Francisco de Sousa Cyrne de Madureira Alcoforado * 1784
- José Cyrne de Sousa de Madureira * 1732
- Francisco Diogo de Sousa Cyrne de Madureira Alcoforado * 1808